# Scapa
Scapa – destylarnia szkockiej single malt whisky, mieszcząca się na wyspie Mainland, w archipelagu Orkadów, u wybrzeży cieśniny Scapa Flow, niedaleko miejscowości Kirkwall w Szkocji. Tylko o pół mili przegrywa o miano najbardziej na północ położonej szkockiej gorzelni, tytuł ten posiada położona niedaleko destylarnia Highland Park. Jednakże przejmie go wkrótce destylarnia Blackwood z Szetlandów, co uczyni Scapa trzecią w kolei licząc od północy.

## Historia
Destylarnia założona została w 1885 przez Macfarlane i Townsenda, w latach '50 została nabyta przez Hiram Walker & Sons Ltd (obecnie część Allied Distillers) i przebudowana. W 1994 działalność została zawieszona a w 2004 groziło jej nawet definitywne zamknięcie. Podczas tego okresu najbardziej dostępną wersją była wersja Scapa 12 yo. Ostatecznie jednak zapadła decyzja o odbudowie i odnowieniu zakładu i w końcu, pierwszy po dziesięcioletniej przerwie, spirytusowy destylat popłynął w listopadzie 2004. Ze względu na przerwę w produkcji zrezygnowano z wersji dwunastoletniej i przedstawiono nową, czternastoletnią Scapa.

## Charakter
Scapa to whisky o mocno miodowym aromacie, za to mniej torfowa od innych whisky ze szkockich wysp. Pomimo że strumień, z którego czerpana jest woda, płynie przez torfowiska, do destylarni transportowany jest systemem rurociągów by uniknąć dalszego kontaktu z torfem. Dodatkowo słód nie jest osuszany torfowym dymem.
Destylat Scapa jest jednym z podstawowych składników whisky mieszanej Ballantine's.